# Кожа (Казахстан)
Кожа́ (каз. Қожа) — село у складі Наурзумського району Костанайської області Казахстану. Адміністративний центр та єдиний населений пункт Кожинської сільської адміністрації.
У радянські часи село називалось Навонаурзумський.
Населення — 726 осіб (2021; 826 у 2009, 944 у 1999, 1534 у 1989).